# Jalapa (miasto w Gwatemali)
Jalapa – miasto w południowo-wschodniej Gwatemali, położone w górzystej okolicy na wysokości 1350 m n.p.m., około 100 km na wschód od stolicy Gwatemali. Leży w dolinie u podnóża wulkanu Jumay oraz gór Alcoba i Arluta. Współrzędne geograficzne: 14°38′N 90°00′W/14,633333 -90,000000. Według danych szacunkowych w 2012 roku liczba ludności miasta wyniosła 68 654 mieszkańców. Jest ośrodkiem administracyjnym departamentu Jalapa. W mieście rozwinął się przemysł spożywczy, włókienniczy oraz drzewny.

## Gmina Jalapa
Jest siedzibą władz gminy o tej samej nazwie, która w 2012 roku liczyła 147 265 mieszkańców, co sprawia, że jest najliczebniejszą gminą w departamencie. Gmina jak na warunki Gwatemali jest średniej wielkości, a jej powierzchnia obejmuje 544 km². Gmina jest górzysta obejmując góry Jalapa (Montañas de Jalapa), będące częścią Sierra Madre de Chiapas. 
Jalapa to ważny ośrodek rolniczego regionu uprawy kukurydzy, fasoli, owoców i warzyw, a także hodowli bydła. Region znany jest z produkcji serów queso seco i mantequilla de costal.